# Bellingshausen Plain
Koordinaten: 62° 26′ S, 123° 8′ W
Die Bellingshausen Plain (englisch für Bellingshausen-Ebene, auch bekannt als Bellingshausen Abyssal Plain) ist eine abyssale Ebene in der antarktischen Bellingshausen-See. Sie liegt weit vor der Küste des westantarktischen Marie-Byrd-Lands.
Benannt ist die Ebene, seit 1974 durch das US-amerikanische Advisory Committee on Undersea Features (ACUF) bestätigt, nach Fabian Gottlieb von Bellingshausen (1778–1852), Leiter der ersten russischen Antarktisexpedition (1819–1821).